# Pekan Besitang
Pekan Besitang is een bestuurslaag in het regentschap Langkat van de provincie Noord-Sumatra, Indonesië. Pekan Besitang telt 7185 inwoners (volkstelling 2010).